# Slađana
Slađana je žensko osebno ime.

## Izvor imena
Ime Slađana je prišlo k nam s priseljenci iz nekdanjih jugoslovanskih republik in jih imajo tudi njihovi potomci. Ime je tvorjeno iz glagola slad-iti s sufiksom -jana. Imenu Slađana bi pomensko ustrezalo špansko ime Dulcineja (tj. »sladka«).

## Različice imena
- ženski različici imena: Sladjana, Slađanka,
- moške različice imena: Sladjan, Sladoje, Sladoljub, Sladžan, Slađan, Slađenko

## Pogostost imena
Po podatkih Statističnega urada Republike Slovenije je bilo na dan 31. decembra 2007 v Sloveniji število ženskih oseb z imenom Slađana: 355.

## Osebni praznik
Imena Slađana ni v krščanskem koledarju.

## Zanimivost
Dulcineja je bilo ime junakinji v Cervantesevemu romanu Don Kihot. Ime Dulcineja se je posplošilo v šaljiv izraz dulčinéja v pomenu »dekle, ljubica«.